# Antônio Gonçalves Dias
Antônio Gonçalves Dias (ur. 10 sierpnia 1823, zm. 3 listopada 1864) – brazylijski poeta, prawnik, dziennikarz, etnograf i teatrolog. Jego patriotyczny wiersz „Piosenka z Wygnania” (Cancao do Exilio) zyskała mu tytuł narodowego poety Brazylii. Zajmował się również badaniem języków Indian brazylijskich i brazylijskiego folkloru.

## Biografia
Urodził się w gospodarstwie na wsi blisko miasta Caxias w stanie Maranhão, był synem João Manuela Gonçalves Diasa, przedsiębiorcy handlowego i Vicêncii Ferreiry. W wieku 12 lat zaczął uczyć się w prywatnej szkole: łaciny, francuskiego i filozofii. Pracował też w sklepie ojca jako pracownik fizyczny. W roku 1838 wyjechał do Portugalii, gdzie kontynuował naukę w szkole średniej, a w 1840 podjął studia prawnicze na Uniwersytecie w Coimbrze. Po skończeniu studiów w 1845 wrócił do Brazylii i rozpoczął pracę jako nauczyciel historii i łaciny w Rio de Janeiro. Równocześnie pracował jako dziennikarz, krytyk literatury oraz pisał teksty do przedstawień teatralnych.
W 1852 rozpoczął pracę dla Ministerstwa Spraw Zagranicznych i wyjechał do Europy, aby studiować metody edukacji publicznych w różnych krajach. Opracował tam również słownik języka Indian Tupi. Powrócił do Brazylii w roku 1859 i odbył wiele podróży etnograficznych po Amazoni, Wenezueli i Peru.
W 1862 roku pojechał ponownie do Europy w celach leczniczych. Tam też tłumaczył na portugalski wiersze Friedricha Schillera i Heinricha Heinego.
W 1864 w czasie podróży powrotnej do Brazylii zginął w katastrofie statku, który rozbił się u wybrzeży Maranhao. Był jedyną ofiarą tej katastrofy, miał wtedy 41 lat.

## Twórczość
- Primeiros cantos, 1846.
- Leonor de Mendonça, 1847.
- Segundos cantos e Sextilhas de Frei Antão, 1848.
- Meditação (nie skończony), 1850.
- Últimos cantos, 1851.
- Cantos, 1865.
- Os Timbiras, 1857.
- Dicionário da língua Tupi, 1858.